# Can Vilaró (Rubí)
Can Vilaró és un edifici del municipi de Rubí (Vallès Occidental) protegit com a bé cultural d'interès local.

## Descripció
És un edifici cantoner de planta baixa i dos pisos amb un petit xamfrà a la cantonada. Les obertures de la façana presenten formes diverses: hi ha balcons i finestres balconeres de pedra molt treballada. Cal destacar la tribuna a la cantonada del primer pis, que en el segon es converteix en un balcó. Un remat ondulat corona la façana. Aquest queda interromput al xamfrà on pren forma de "frontó.